# FC Köpenhamn
FC Köpenhamn, (danska: FC København) vanligen kallat FCK, är en fotbollsklubb i Köpenhamn. Klubben bildades den 1 juli 1992 genom en sammanslagning av de två anrika klubbarna KB och förortsklubben B 1903. FCK spelar i Superligaen, Danmarks högsta serie, vilken de har dominerat under stora delar av 2000-talet.
FCK har varit framgångsrika sportsligt såväl som finansiellt. FC Köpenhamns marknadsvärde uppgick, i början av 2007, till cirka 4,8 miljarder svenska kronor, vilket gjorde klubben till högst värderad i världen före lag som Arsenal, Juventus, Ajax och Newcastle United. Till stor del kan detta förklaras av att de äger sin arena Parken, som med 38 000 platser ofta används för andra arrangemang än fotboll.
FCK har vitt som klubbfärg och smeknamnet løverne (lejonen), deras bortafärg är svart.

## Historia

### Debut i Champions League
I augusti 2006 slog FCK överraskande ut Ajax i sista kvalomgången för Champions League. Hemmamötet slutade 1-2. För avancemang krävdes en tvåmålsseger på bortaplan. Efter en överraskande seger med 2-0 (59" 0-1, Michael Silberbauer
77" 0-2, Thomas Vermaelen, självmål) på bortaplan vann FCK dubbelmötet med 3-2. Väl inne i Champions League blev det en skräll med 1-0 hemma mot engelska storklubben Manchester United.

## Spelare

### Truppen
Not: Spelare i kursiv stil är inlånade.
| 42 | Kroatien | Dominik Kotarski     | 10 februari 2000 | PAOK (-25)    |
| 31 | Island   | Rúnar Alex Rúnarsson | 18 februari 1995 | Arsenal (-24) |
| 61 | Danmark  | Oscar Buur           | 29 oktober 2006  | FC Köpenhamn  |

| 4  | Zimbabwe  | Munashe Garananga    | 18 januari 2001   | Mechelen (-24)            |
| 5  | Brasilien | Gabriel Pereira      | 7 maj 2000        | Gil Vicente (-24)         |
| 6  | Grekland  | Pantelis Hatzidiakos | 18 januari 1997   | Cagliari (-25)            |
| 13 | Mexiko    | Rodrigo Huescas      | 18 september 2003 | Cruz Azul (-24)           |
| 15 | Peru      | Marcos López         | 20 november 1999  | Feyenoord (-25)           |
| 20 | Japan     | Junnosuke Suzuki     | 12 juli 2003      | Shonan Bellmare (-25)     |
| 22 | Frankrike | Yoram Zague          | 15 maj 2006       | Paris Saint-Germain (lån) |
| 24 | Norge     | Birger Meling        | 17 december 1994  | Rennes (-23)              |

| 7  | Sverige   | Viktor Claesson     | 2 januari 1992   | Krasnodar (-22)     |
| 8  | Danmark   | Magnus Mattsson     | 25 februari 1999 | NEC Nijmegen (-24)  |
| 10 | Norge     | Mohamed Elyounoussi | 4 augusti 1994   | Southampton (-23)   |
| 12 | Danmark   | Lukas Lerager       | 12 juli 1993     | Genoa (-21)         |
| 16 | Brasilien | Robert Silva        | 13 april 2005    | Cruzeiro (-25)      |
| 23 | Polen     | Dominik Sarapata    | 25 oktober 2007  | Górnik Zabrze (-25) |
| 27 | Danmark   | Thomas Delaney      | 3 september 1991 | Sevilla (-24)       |
| 29 | Danmark   | Jonathan Moalem     | 1 februari 2007  | FC Köpenhamn        |
| 30 | Tunisien  | Elias Achouri       | 10 februari 1999 | Viborg (-23)        |
| 36 | Danmark   | William Clem        | 20 juni 2004     | FC Köpenhamn        |
| 38 | Danmark   | Oliver Højer        | 24 januari 2007  | FC Köpenhamn        |
| 49 | Norge     | Liam West           | 16 december 2007 | FC Köpenhamn        |

| 9  | Tyskland | Youssoufa Moukoko | 20 november 2004 | Borussia Dortmund (-25) |
| 11 | Sverige  | Jordan Larsson    | 20 juni 1997     | Schalke 04 (-23)        |
| 14 | Danmark  | Andreas Cornelius | 16 mars 1993     | Trabzonspor (-22)       |

### Utlånade spelare
| Nr | Land     | Pos | Namn                                            |
| -- | -------- | --- | ----------------------------------------------- |
| 1  | England  | MV  | Nathan Trott (i Cardiff City till 30 juni 2026) |
| 19 | Algeriet | A   | Amin Chiakha (i Vejle till 30 juni 2026)        |

| Nr | Land    | Pos | Namn                                            |
| -- | ------- | --- | ----------------------------------------------- |
| 21 | Danmark | MV  | Theo Sander (i Odense till 30 juni 2026)        |
| 28 | Ungern  | MF  | Hunor Németh (i MTK Budapest till 30 juni 2026) |

### Svenska spelare
- Pascal Simpson (2000–2001)
- Magnus Kihlstedt (2001–2004)
- Tomas Antonelius (2002)
- Jörgen Pettersson (2002–2004)
- Tobias Linderoth (2004–2007)
- Marcus Allbäck (2005–2008)
- Fredrik Berglund (2006–2007)
- Oscar Wendt (2006–2011)
- Mikael Antonsson (2007–2011, 2014–2017)
- Peter Larsson (2008–2011)
- Johan Wiland (2009–2015)
- Pierre Bengtsson (2011–2014, 2017–2022)
- Olof Mellberg (2013–2014)
- Per Nilsson (2014–2016)
- Ludwig Augustinsson (2014–2017)
- Alexander Kačaniklić (2014)
- Erik Johansson (2016–2018)
- Robin Olsen (2016–2018)
- Sotirios Papagiannopoulos (2018–2020)
- Karl-Johan Johnsson (2019–2023)
- Roony Bardghji (2022–2025)
- Viktor Claesson (2022–)
- Jordan Larsson (2023–)

### Svenska tränare
- Kent Karlsson (1997–1998, 2001)
- Hans Backe (2001–2005)
- Roland Nilsson (2011)

### Andra noterbara spelare
- Antti Niemi (1995–1997)
- Niclas Jensen (1998–2002, 2007–2009)
- Brian Laudrup (1999)
- Sibusiso Zuma (2000–2005)
- Ståle Solbakken (2000–2001)
- Thomas Myhre (2001)
- Christian Poulsen (2001–2002, 2014–2015)
- Erik Mykland (2002–2003)
- Martin Albrechtsen (2002–2004)
- Álvaro Santos (2003–2006)
- Lars Jacobsen (2004–2007, 2011–2014)
- Michael Silberbauer (2004–2008)
- William Kvist (2005–2011, 2015–2019)
- Jesper Christiansen (2005–2010)
- Michael Gravgaard (2005–2008)
- Atiba Hutchinson (2006–2010)
- Brede Hangeland (2006–2008)
- Jesper Grønkjær (2006–2011)
- Ailton Almeida (2007–2010)
- Mathias Jørgensen (2007–2012, 2014–2017)
- Zdenek Pospech (2008–2011)
- Dame N'Doye (2009–2012, 2018–2020)
- Thomas Delaney (2009–2016)
- Daniel Braaten (2013–2014)
- Nicklas Bendtner (2019)

## Meriter

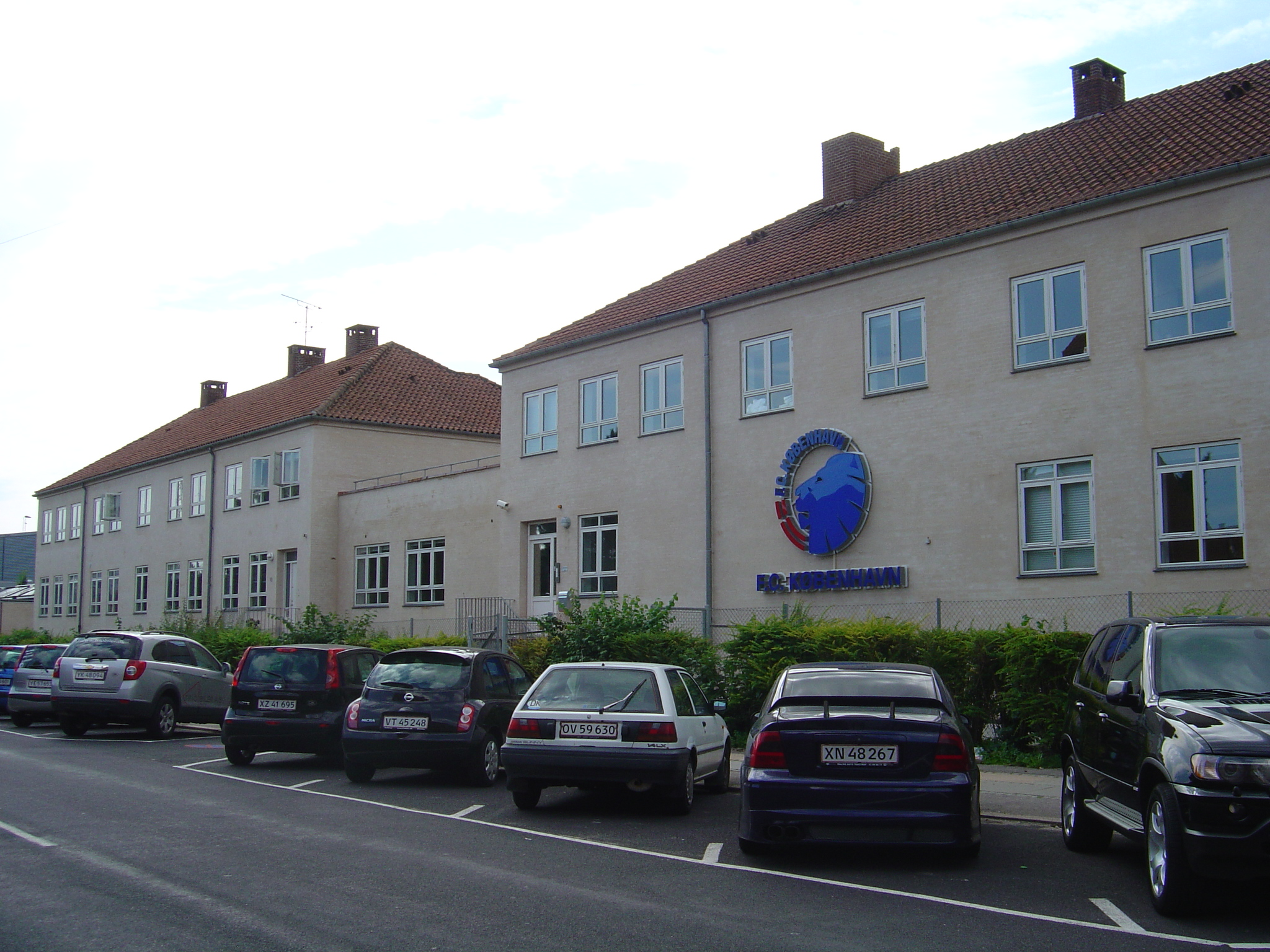
FC Köpenhamn vid Frederiksberg Idrætspark.

- Danska mästare: 1993, 2001, 2003, 2004, 2006, 2007, 2009, 2010, 2011, 2013, 2016, 2017, 2019, 2022, 2023, 2025[5].
- Cupmästare (Danska cupen): 1995, 1997, 2004, 2009, 2012, 2015, 2016, 2017 och 2023.
- Ligacupen: 1996.
- Supercupen: 1995, 2001, 2004.
- Dessutom i ligan: silver 1994, 2002, 2005, 2012, 2014, 2015 samt brons 1998, 2008.
- Vinnare av Royal League: 2004/2005 och 2005/2006, tvåa 2006/2007.
- Champions League-spel säsongen 2006/2007, 2010/2011, 2013/14, 2016/17, 2021/22, 2022/23